# The Simpsons (24.ª temporada)
A vigésima quarta temporada de The Simpsons, uma série de desenho animado norte-americana, estreado em 30 de setembro de 2012 e concluído em 19 de maio de 2013, na rede de televisão Fox Broadcasting Company (FOX). Al Jean é o produtor executivo para a temporada.

## Receitas de publicidade
Em outubro de 2012, foi publicado um artigo na Advertising Age que informa que o custo médio de um comercial publicitário de 30 segundos durante o primeiro episódio da temporada é de 286,131 dólares, um aumento significativo dos US$254,260 no primeiro episódio da vigésima terceira temporada. Em 2012, The Simpsons foi a sexta série de televisão mais cara dos Estados Unidos para anunciar. Os cinco primeiros foram (em ordem crescente) American Idol (edição de quinta-feira), New Girl, Modern Family, American Idol (edição de quarta-feira), e NBC Sunday Night Football.

## Episódios
| Nº | Nº | Título                            | Diretor(es):      | Escritor(es):                      | Exibição original       | Código | Audiência (em milhões) |
| --- | -- | --------------------------------- | ----------------- | ---------------------------------- | ----------------------- | ------ | ---------------------- |
| 509 | 1  | "Moonshine River"                 | Bob Anderson      | Tim Long                           | 30 de setembro de 2012  | PABF22 | 8.08                   |
| Bart visita várias de suas namoradas anteriores, numa tentativa de descobrir como cada um dos relacionamentos fracassaram. Uma das meninas é Mary, do episódio "Apocalypse Cow", que se mudou para Nova York, então Bart resolve encontrá-la. Convidados: Natalie Portman, Anne Hathaway (atriz), Sarah Michelle Gellar, Sarah Silverman e Zooey Deschanel |    |                                   |                   |                                    |                         |        |                        |
| 510 | 2  | "Treehouse of Horror XXIII"       | Steven Dean Moore | David Mandel & Brian Kelley        | 7 de outubro de 2012    | PABF17 | 6.57                   |
| The Greatest Story Ever Holed: O Professor Frink cria um buraco negro que suga todo o mundo. UNnormal Activity: Nesta paródia da série de filmes Atividade Paranormal, uma coleção de clipes de vídeo mostram espectadores atividade demoníaca acontecendo na casa dos Simpsons tarde da noite - que pode ter algo a ver com o pacto de Marge com o diabo, feito anos atrás. Bart and Homer's Excellent Adventure: Nesta paródia ao filme Back to the Future, Bart e Homer viajam a 1974 onde Bart possa comprar um livro em quadrinhos. Porém, suas ações no passado tem efeitos drásticos no futuro, como Marge ser agora casada com Artie Ziff em vez de Homer. Convidados: Jon Lovitz |    |                                   |                   |                                    |                         |        |                        |
| 511 | 3  | "Adventures in Baby-Getting"      | Rob Oliver        | Bill Odenkirk                      | 21 de outubro de 2012   | PABF18 | 5.54                   |
| Marge compra um carro de cinco lugares novos, mas logo percebe que o mesmo irá ser muito pequeno no caso em que ela querer ter um quarto filho. Enquanto isso, Bart e seus amigos passam a espiar Lisa depois que ela recebe mensagens secretas e vai para reuniões da cidade depois da escola. Convidados: Jeff Gordon |    |                                   |                   |                                    |                         |        |                        |
| 512 | 4  | "Gone Abie Gone"                  | Matthew Nastuk    | Joel H. Cohen                      | 21 de outubro de 2012   | PABF16 | 6.86                   |
| Homer coloca o dinheiro da faculdade de Lisa em um site de poker, por não confiar em bancos. Para recuperá-lo, Lisa deve tornar-se uma jogadora. Enquanto isso, o Vovô Simpson desaparece misteriosamente no Castelo dos Aposentados de Springfield, e deixa pistas de partes de sua vida que a família nunca conheceu antes, como no tempo em que ele era casado com uma cantora negra chamada Rita LaFleur, e quando ele trabalhava em um restaurante com Marvin Hamlisch. Convidados: Jennifer Tilly, Anika Noni Rose e Marvin Hamlisch |    |                                   |                   |                                    |                         |        |                        |
| 513 | 5  | "Penny-Wiseguys"                  | Mark Kirkland     | Michael Price                      | 18 de novembro de 2012  | PABF19 | 5.06                   |
| Homer fica chocado ao descobrir que seu companheiro de equipe de boliche Dan Gillick é um contador de Tony Gordo e sua máfia. Quando o governo finalmente captura Tony Gordo, e ele é forçado a ser júri por um tempo, e nomeia Dan como seu substituto temporário. Enquanto isso, Lisa acrescenta insetos para sua dieta vegetariana depois de desmaiar durante um solo de saxofone, devido a deficiência de ferro, mas interrompe imediatamente quando a culpa aparece em seus sonhos. Convidados: Steve Carell, Joe Mantegna e Alex Trebek |    |                                   |                   |                                    |                         |        |                        |
| 514 | 6  | "A Tree Grows in Springfield"     | Timothy Bailey    | Stephanie Gillis                   | 25 de novembro de 2012  | PABF22 | 7.46                   |
| Lisa ganha um MyPad através de uma rifa da escola e dá para Homer, que se torna obcecado por ele até que ele cai e quebra. Enquanto isso, Ned Flanders descobre uma árvore "milagrosa" no jardim dos Simpsons. Convidados: Kelsey Grammer |    |                                   |                   |                                    |                         |        |                        |
| 515 | 7  | "The Day the Earth Stood Cool"    | Matthew Faughnan  | Matt Selman                        | 9 de dezembro de 2012   | PABF20 | 7.44                   |
| Homer quer uma nova imagem, de hiper, então ele começa a sair com Terrence e Emily, dois descolados de Portland, mas Marge e Bart encontram o casal, seu filho, e sua laia que tomam a cidade de Springfield irritante e pretensiosa. Convidados: Fred Armisen, Carrie Brownstein, Patton Oswalt, The Decemberists, Daft Punk |    |                                   |                   |                                    |                         |        |                        |
| 516 | 8  | "To Cur with Love"                | Steven Dean Moore | Carolyn Omine                      | 16 de dezembro de 2012  | RABF01 | 3.77                   |
| Um incêndio no Castelo dos Aposentados de Springfield obriga o Vovô a voltar a morar com a família Simpson. Enquanto descansa em casa, Homer fica viciado no jogo de tablet "Villageville". Enquanto jogava, Homer perde o cão da família, Ajudante de Papai Noel, fazendo todos ficarem com raiva dele, que não demonsta se importar com o cachorro perdido. O Vovô conta a eles uma história da infância de Homer, que, quando pequeno, perdeu outro cachorro, Bongo. |    |                                   |                   |                                    |                         |        |                        |
| 517 | 9  | "Homer Goes to Prep School"       | Mark Kirkland     | Brian Kelley                       | 6 de janeiro de 2013    | RABF02 | 8.97                   |
| Homer é apresentado a um grupo de sobreviventes que estão se "preparando" para viver da terra depois de um desastre mundial. Convidado: Tom Waits |    |                                   |                   |                                    |                         |        |                        |
| 518 | 10 | "A Test Before Trying"            | Chris Clements    | Joel H. Cohen                      | 13 de janeiro de 2013   | RABF03 | 5.06                   |
| Bart é o único aluno que não fez um teste em todo o estado. O mesmo acaba enfrentando pressão extrema, porque só uma pontuação elevada para ele levantar média da escola o suficiente para impedir o seu fechamento. Enquanto isso, Homer encontra um medidor de estacionamento descartado e pensa em maneiras de fazer algum dinheiro com isso. Convidada: Valerie Harper |    |                                   |                   |                                    |                         |        |                        |
| 519 | 11 | "The Changing of the Guardian"    | Bob Anderson      | Rob Lazebnik                       | 27 de janeiro de 2013   | RABF04 | 5.23                   |
| Depois de sobreviver a um tornado, Marge e Homer procuram tutores para as crianças, no caso do pior acontecer. Eles primeiro recorrem a amigos e familiares, incluindo o meio-irmão de Homer, Herb Powell, com quem confiam em deixar os seus filhos. Mas quando Bart e Lisa se apaixona por um casal super-legal, Mav e Portia, Marge começa a questionar suas verdadeiras motivações. Convidados: Danny DeVito e Rashida Jones |    |                                   |                   |                                    |                         |        |                        |
| 520 | 12 | "Love Is a Many-Splintered Thing" | Michael Polcino   | Tim Long                           | 10 de fevereiro de 2013 | RABF07 | 4.19                   |
| Mary Spuckler retorna a Springfield, mas Bart não dá a devida atenção a ela. Convidados: Zooey Deschanel, Benedict Cumberbatch, Max Weinberg e Robert Caro |    |                                   |                   |                                    |                         |        |                        |
| 521 | 13 | "Hardly Kirk-ing"                 | Matthew Nastuk    | Tom Gammill & Max Pross            | 17 de fevereiro de 2013 | RABF05 | 4.57                   |
| Milhouse recebe um novo corte de cabelo que o faz parecer o pai famoso Kirk. Ele se veste como ele e começa a causar caos. Convidados: Janet Reno e Jane Krakowski |    |                                   |                   |                                    |                         |        |                        |
| 522 | 14 | "Gorgeous Grampa"                 | Chuck Sheetz      | Matt Selman                        | 3 de março de 2013      | RABF06 | 4.66                   |
| A família descobre que Abe Simpson costumava ser um antigo lutador do tipo de Gorgeous George. Bart também decide se tornar um lutador, mas Homer desaprova. |    |                                   |                   |                                    |                         |        |                        |
| 523 | 15 | "Black Eyed, Please"              | Mark Kirkland     | Matt Selman                        | 10 de março de 2013     | RABF09 | 4.87                   |
| Ned Flanders não pode mais esconder a sua irritação com Homer e dá um soco no rosto dele. Na escola primária, uma nova professora substituta, parece odiar Lisa sem nenhuma razão particular e Lisa pretende entender o porque. Convidados: Tina Fey e Richard Dawkins |    |                                   |                   |                                    |                         |        |                        |
| 524 | 16 | "Dark Knight Court"               | Mark Kirkland     | Billy Kimball e Ian Maxtone-Graham | 17 de março de 2013     | RABF10 | 4.89                   |
| Bart é falsamente acusado de fazer uma "pegadinha de Páscoa" para os membros da banda da escola elementar, envolvendo ovos podres escondidos em instrumentos de sopro. Lisa vai virar advogada para defender seu irmão. Enquanto isso, o Sr. Burns tenta realizar seu sonho de se tornar um super-herói, o Fruit-Bat-Man Convidada: Janet Reno |    |                                   |                   |                                    |                         |        |                        |
| 525 | 17 | "What Animated Women Want"        | Steven Dean Moore | J. Stewart Burns                   | 14 de abril de 2013     | RABF08 | 4.11                   |
| Depois de Marge se cansar de seu mau comportamento, Homer procura o conselho de um chef de sushi local, a fim de se tornar uma pessoa melhor. Convidados: Wanda Sykes e George Takei |    |                                   |                   |                                    |                         |        |                        |
| 526 | 18 | "Pulpit Friction"                 | Chris Clements    | Bill Odenkirk                      | 28 de abril de 2013     | RABF11 | 4.54                   |
| Reverendo Lovejoy enfrenta a rivalidade de um novo ministro. Convidado: Edward Norton |    |                                   |                   |                                    |                         |        |                        |
| 527 | 19 | "Whiskey Business"                | Matthew Nastuk    | Valentina L. Garza                 | 5 de maio de 2013       | RABF13 | 4.43                   |
| Sonny Rollins aparece como um holograma para Lisa quando ela toma exceção a uma "Tupac-at-Cochella", um estilo holograma do seu ídolo Murphy Gengivas Sangrentas. Abe Simpson acaba se ferindo, e descobre que é melhor ser cuidado por Bart do que pela equipe do Castelo dos Aposentados de Springfield; e Moe recebe uma nova chance na vida quando ricos capitalistas tem um interesse em sua bebida caseira depois da ajuda de Marge e Homer. Convidados: Tony Bennett, Kevin Michael Richardson, Sonny Rollins e Ron Taylor |    |                                   |                   |                                    |                         |        |                        |
| 528 | 20 | "The Fabulous Faker Boy"          | Bob Anderson      | Brian McConnachie                  | 12 de maio de 2013      | RABF12 | 4.16                   |
| O interesse de Bart em aulas de piano surge quando ele percebe que o instrutor é uma jovem e bela mulher, enquanto Homer tenta manter sigilo quanto ao fato da perda de dois fios cabelos originais sobre sua cabeça, e Marge ajuda a um homem russo passar no teste de motorista. Convidados: Justin Bieber, Bill Hader, Jane Krakowski e Patrick Stewart |    |                                   |                   |                                    |                         |        |                        |
| 529 | 21 | "The Saga of Carl"                | Chuck Sheetz      | Eric Kaplan                        | 19 de maio de 2013      | RABF14 | 4.01                   |
| Homer, Moe, Lenny e Carl se unem para comprar um bilhete de loteria premiado. Porém quando Carl foge à sua terra natal com os ganhos do prêmio, a Islândia, Homer, Lenny e Moe se propõem a fazê-lo trazer o dinheiro de volta. Convidado: Sigur Rós |    |                                   |                   |                                    |                         |        |                        |
| 530 | 22 | "Dangers on a Train"              | Steven Dean Moore | Michael Price                      | 19 de maio de 2013      | RABF17 | 4.52                   |
| Marge se depara com um site para mulheres casadas para organizar assuntos (depois de confundi-lo com um site dedicado aos cupcakes) e encontra um homem chamado Ben, que se apaixona por ela. Enquanto isso, Homer leva para casa um trem a vapor que pertencia ao shopping de Springfield, e se une ao Reverendo Lovejoy, Moe, Lenny, Carl, e Larry para consertá-lo como presente para seu aniversário de casamento. Convidados: Lisa Lampanelli e Seth MacFarlane |    |                                   |                   |                                    |                         |        |                        |